# Tensta konsthall

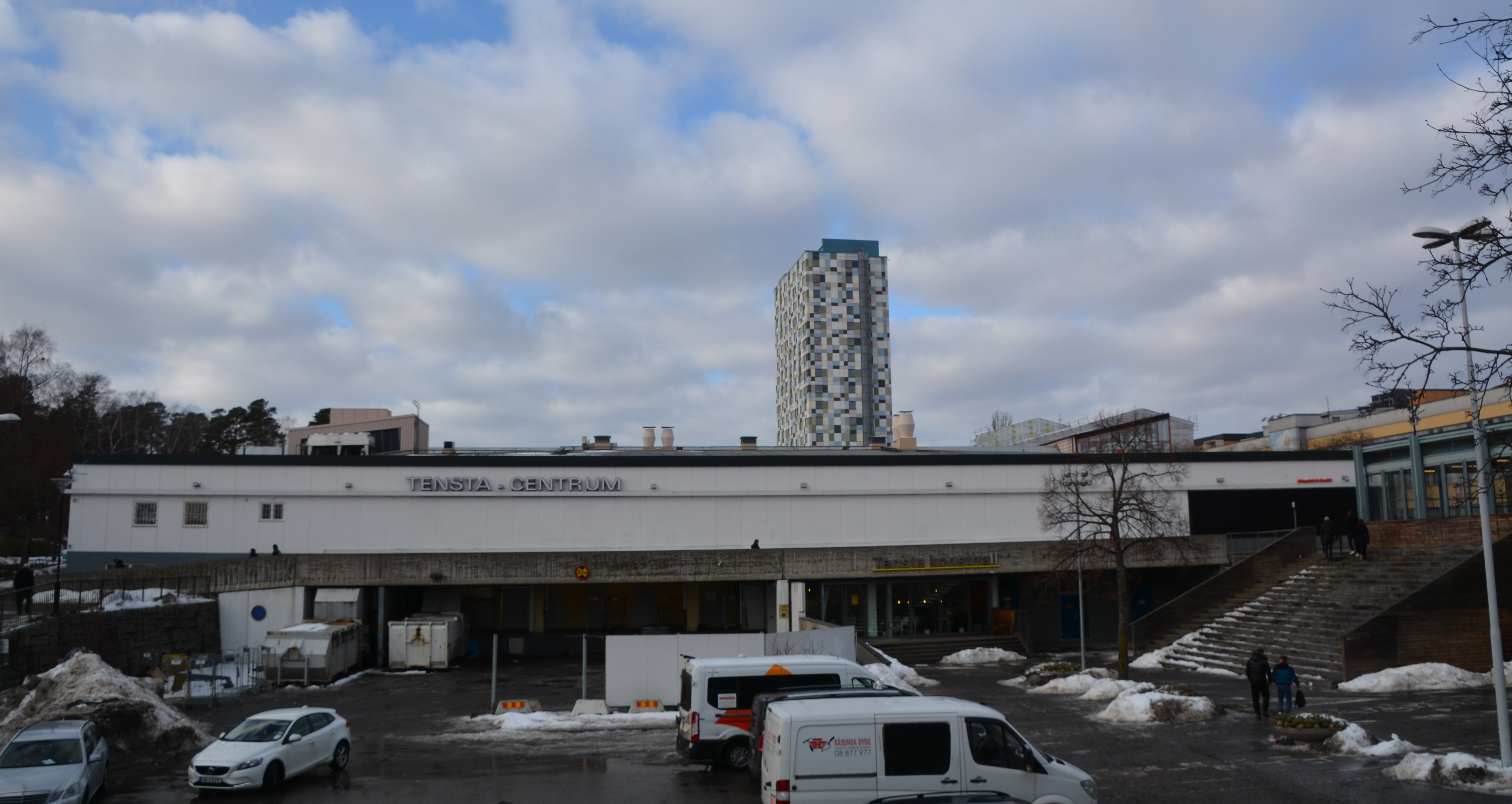
Tensta konsthalls byggnad från Taxingegränd

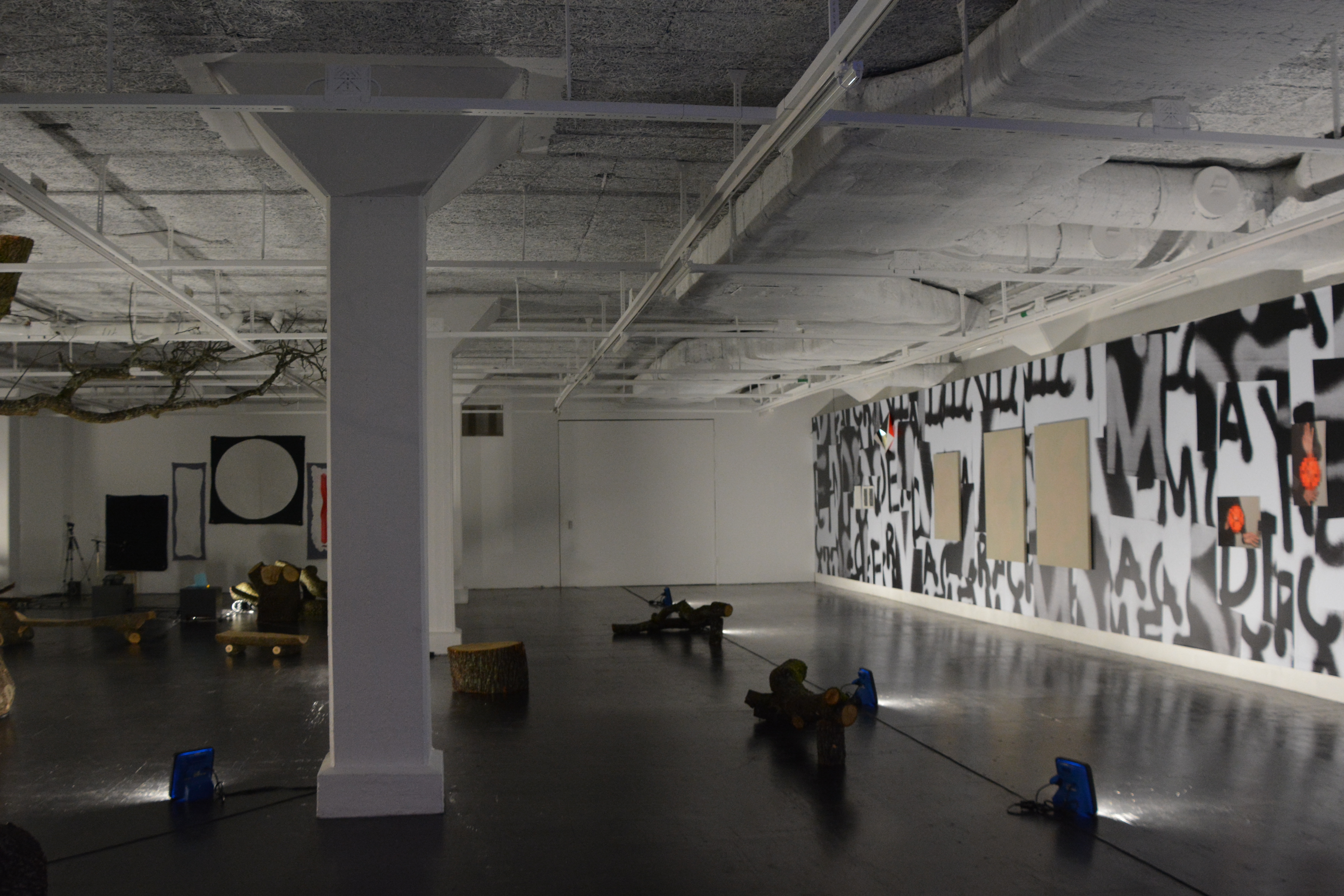
Interiör.

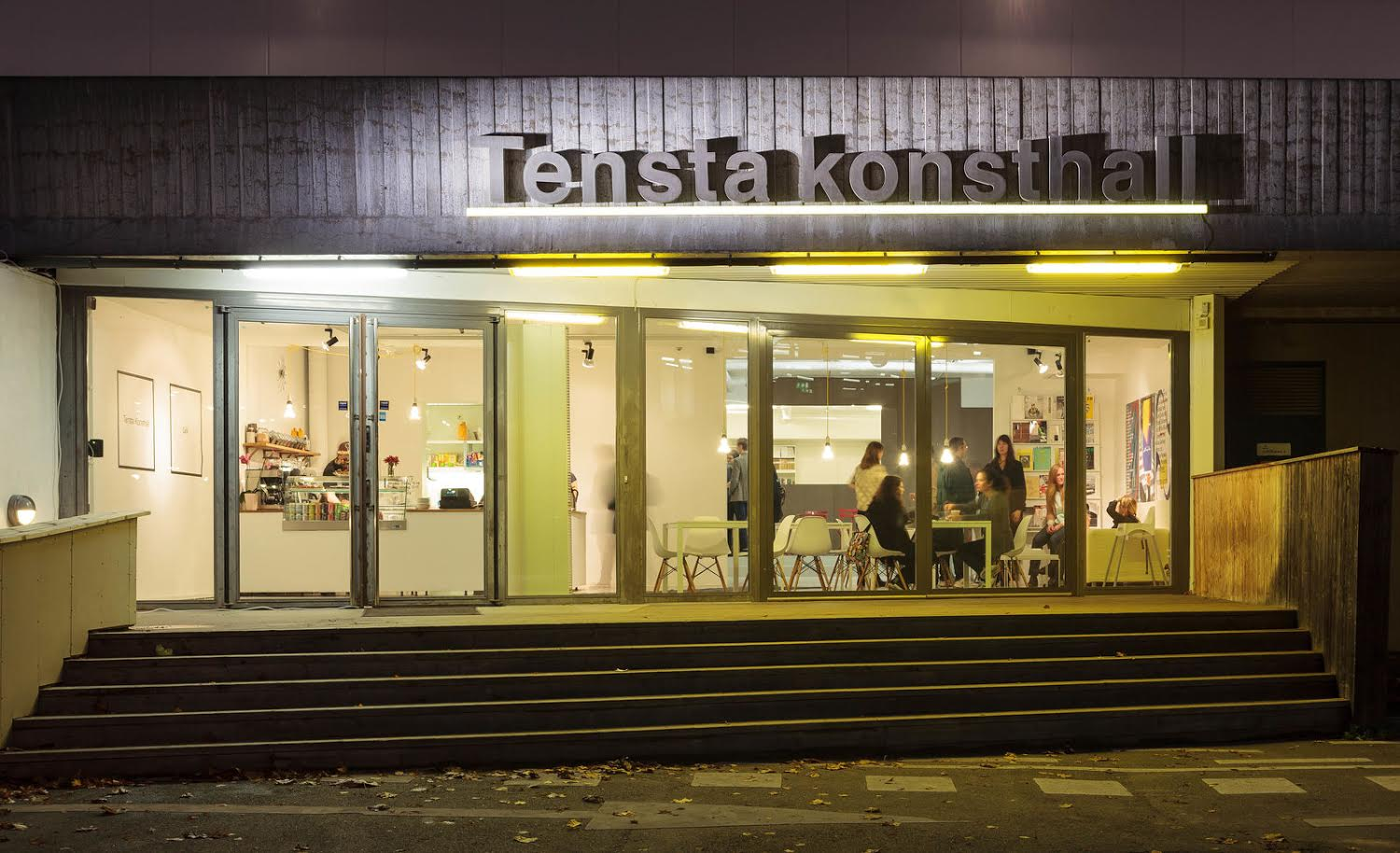
Entré

Tensta konsthall är en svensk konsthall för samtida konst, belägen i Tensta i Stockholm. 

## Historik
Tensta konsthall grundades 1998 av Gregor Wroblewski i samband med att Stockholm det året var Europas kulturhuvudstad. Den har sedan dess visat verk av ett flertal internationellt kända konstnärer, exempelvis Wolfgang Tillmans, Julian Opie, On Kawara, Shirin Neshat, Susan Hiller, Tracey Moffat, Kutlug Ataman, Mark Wallinger och Rainer Ganahl. Konsthallen har även visat många ledande svenska konstnärer, bland annat Elin Wikström, Ulf Rollof, Åsa Cederqvist, Kjartan Slettemark, Carl Michael von Hausswolff, Magnus Wallin och Karl Holmqvist.
Senare chefer har varit Maria Lind, trion Rodrigo Mallea Lira, Ylva Ogland och Jelena Rundqvist samt William Easton. Sedan 2019 är Cecilia Widenheim chef. Tensta konsthall är omkring 700 kvadratmeter stor.

## Finansiering
Konsthallen är sedan år 2000 en privat stiftelse, finansierad av främst Stockholms kommun och Statens kulturråd. Idag motsvarar stödet från kommun och stat drygt häften av intäkterna. År 2012 hade Tensta konsthall en årlig budget på omkring 8,8 miljoner kronor och drygt 20 000 besökande.

## Utställningar
Sedan 2011 har Tensta konsthall ambition att delta i ett internationellt utbyte om vad samtida konst är, samt att förmedla programmet på sätt som kan vara lokalt meningsfullt och relevant. Lokala samarbetspartners har varit bland andra Ross Tensta Gymnasium, Livstycket, biblioteket och Kurdiska föreningen. Fokus ligger på kontakter med kvinnor i olika åldrar. 
Bland utställningar märks “Abstract Possible: The Stockholm Synergies” med bland andra Goldin+Senneby. Wade Guyton, Walid Raad och Haegue Yang; “Kami, Khokha, Bert och Ernie: Världsarv” av Hinrich Sachs; “Göra som man vill: Marie-Louise Ekman i sällskap med Sister Corita Kent, Mladen Stilinovic och Martha Wilson”; “Samhället utan egenskaper” med bland andra Sören Andreasen, Ane Hjort Guttu, Sture Johannesson, Sharon Lockhart och Palle Nielsen; “Working With…” av Zak Kyes; “We are Continuing BBDG” med Bernd Krauss och en separatutställning med Iman Issa. 
Tensta konsthall ingår i konsthallsnätverket Cluster. Detta består av åtta konstorganisationer i Europa och Israel, vilka är situerade i utkanten av större städer. Det ingår också i det 2012 grundade nätverket Klister med små och medelstora institutioner för samtidskonst i Sverige. Nätverket vill belysa mindre samtida institutioners roll i samhället. I nätverket ingår bland andra Marabouparken konsthall, Botkyrka konsthall, Borås konstmuseum, Gävle konstcentrum, Skövde kulturhus och Röda sten konsthall i Göteborg.
Tensta konsthalls interiör är utformad av Nikolaus Hirsch.